# HD49798
HD49798 — хімічно пекулярна зоря спектрального класу O6, що має видиму зоряну величину в смузі V приблизно  8,3.
Вона  розташована на відстані близько 2811,7 світлових років від Сонця.

## Пекулярний хімічний вміст
Зоряна атмосфера HD49798 має підвищений вміст 
He
.